# Gara Almăj
Gara Almăj este o stație de cale ferată care deservește comuna Almăj, județul Dolj, România.